# Pavol Molnár
Pavol Molnár (en húngaro: Molnár Pál) (Bratislava, Checoslovaquia, 13 de febrero de 1936-Bratislava, Eslovaquia, 6 de noviembre de 2021) fue un futbolista eslovaco de etnia húngara que se desempeñaba como delantero.

## Selección nacional
Fue internacional con la selección de fútbol de Checoslovaquia en veinte ocasiones y convirtió tres goles. Formó parte de la selección subcampeona de la Copa del Mundo de 1962, pese a no haber jugado ningún partido durante el torneo.

### Participaciones en Copas del Mundo
| Mundial                        | Sede   | Resultado      | Partidos | Goles |
| ------------------------------ | ------ | -------------- | -------- | ----- |
| Copa Mundial de Fútbol de 1958 | Suecia | Fase de grupos | 3        | 0     |
| Copa Mundial de Fútbol de 1962 | Chile  | Subcampeón     | 0        | 0     |

### Participaciones en Eurocopas
| Copa          | Sede    | Resultado    | Partidos | Goles |
| ------------- | ------- | ------------ | -------- | ----- |
| Eurocopa 1960 | Francia | Tercer lugar | 1        | 0     |

## Clubes
| Club              | País           | Año       |
| ----------------- | -------------- | --------- |
| CH Bratislava     | Checoslovaquia | 1956-1961 |
| Slovan Bratislava | Checoslovaquia | 1961-1963 |

## Palmarés

### Campeonatos nacionales
| Título                 | Club              | País           | Año  |
| ---------------------- | ----------------- | -------------- | ---- |
| Primera División       | CH Bratislava     | Checoslovaquia | 1959 |
| Copa de Checoslovaquia | Slovan Bratislava | Checoslovaquia | 1962 |
| Copa de Checoslovaquia | Slovan Bratislava | Checoslovaquia | 1963 |